# エアバス・シティエアバス
Airbus CityAirbus
シティエアバス・ネクストジェンのプロトタイプモデル（ILA2022）
- 用途：電動航空機プロジェクト
- 製造者：エアバス・ヘリコプターズ
- 初飛行：2019年5月3日[1]
- 運用状況：開発中

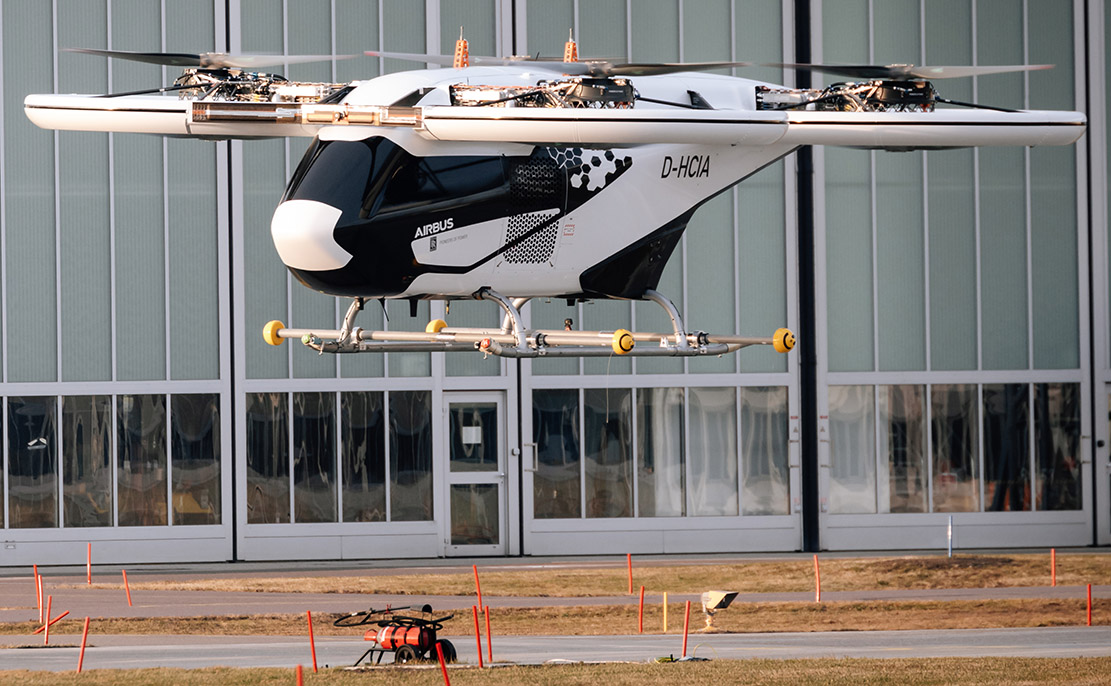
試験飛行中のシティエアバス D-HCIA（2020年1月）

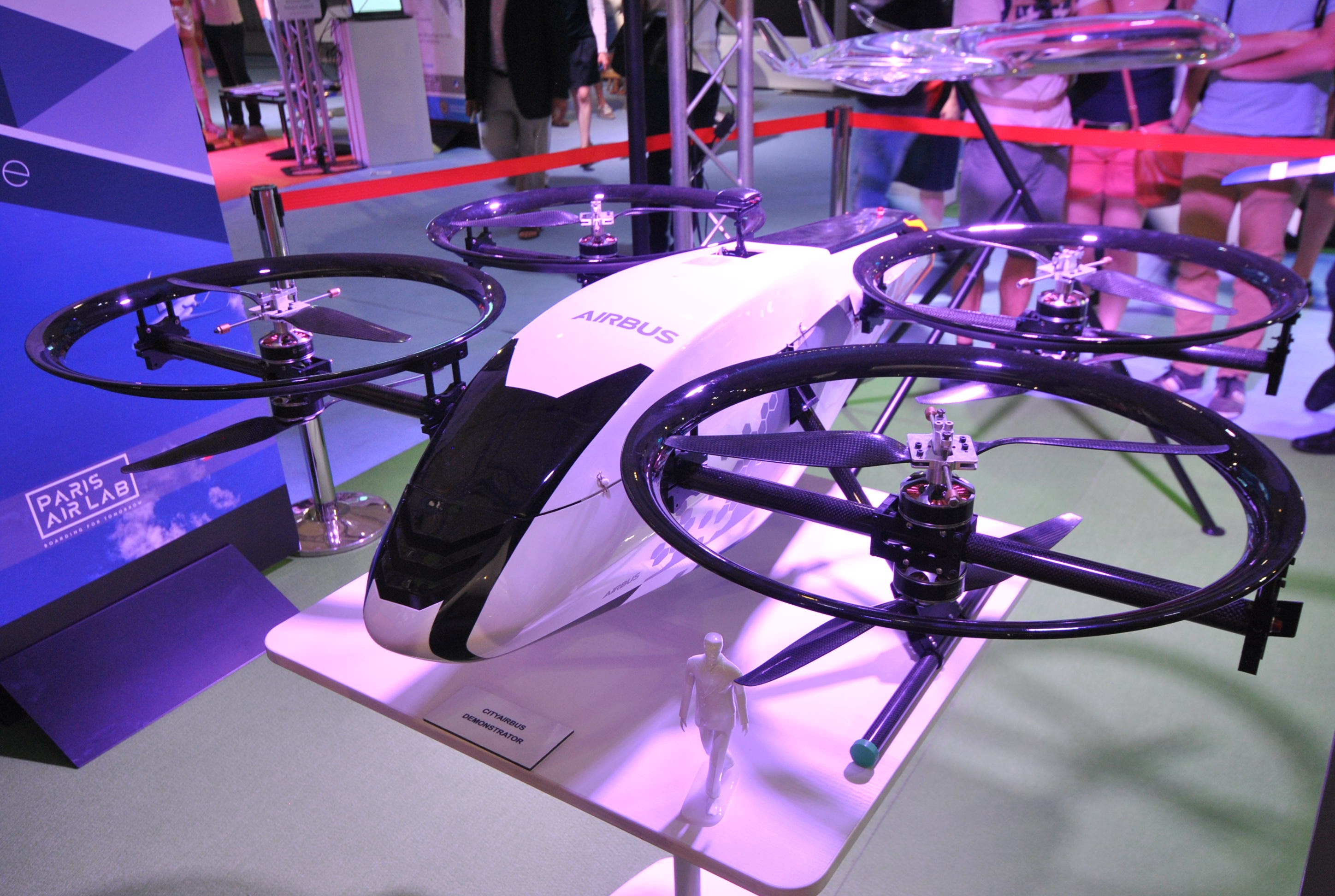
2017年6月のパリ航空ショーで発表されたモデル

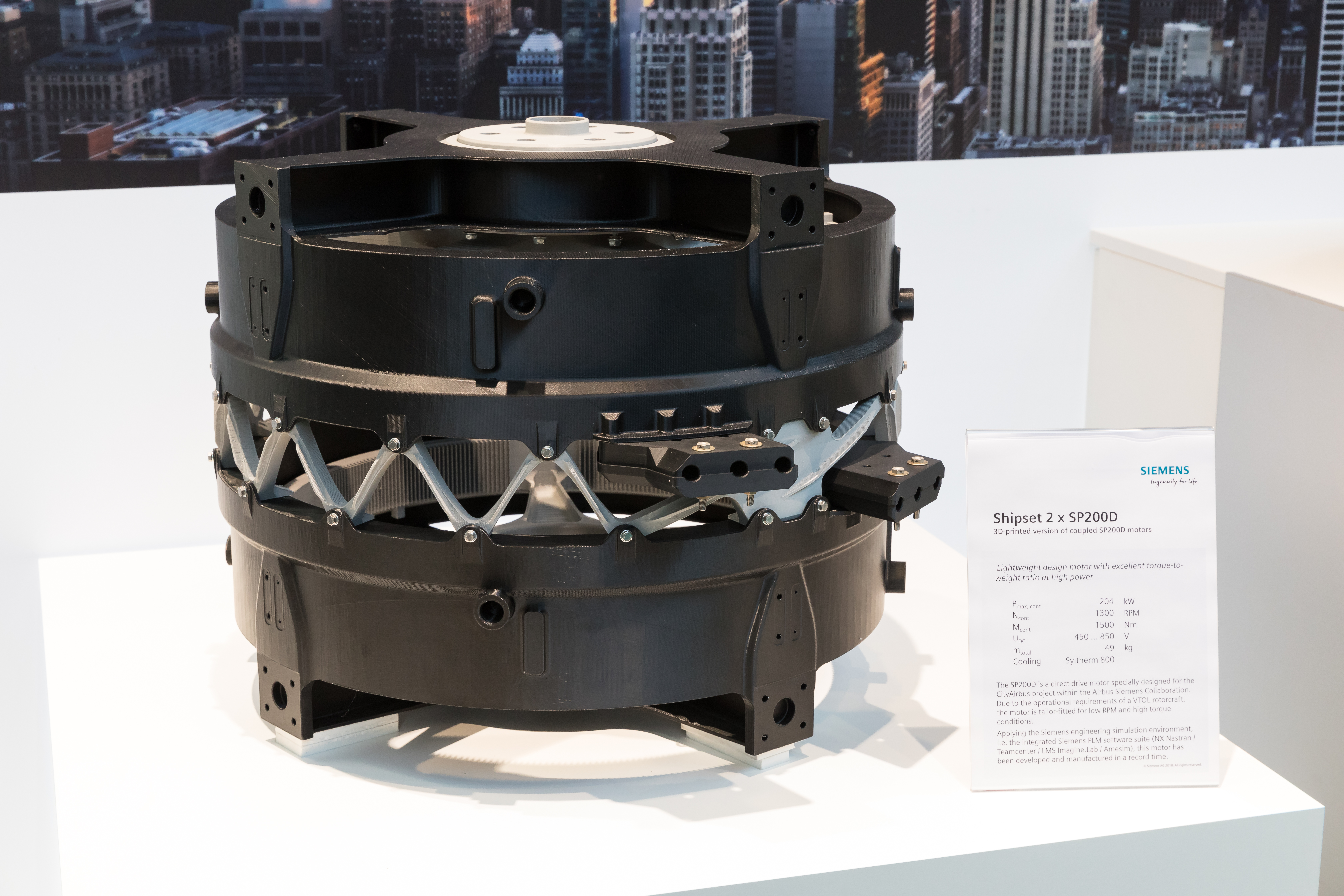
シティエアバスプロジェクト向けのシーメンスダイレクトドライブモーター

エアバス・シティエアバス（英語: Airbus CityAirbus）は、エアバス・ヘリコプターズによる多国籍プロジェクトで、eVTOLパーソナルエアビークルの製造を行う。これは、地上交通の渋滞を回避するためのエアタクシーとして使用される。
2015年の実現可能性調査では、設計の運用コストと安全要件を満たすことができることが確認され、ダクテッドプロペラドライブトレインの本格的なテストは2017年10月に完了。

## 設計
マルチローターは、4人の乗客を運ぶことを想定しており、最初はパイロットが搭乗し、規制が緩和されれば自己操縦が可能である。
システム全体はバイエルン州のドナウヴェルトで開発され、電気推進システムはミュンヘンのオットブルンで製造されている。
4つのダクテッドファンを使用することで、安全性を高めて騒音を減らしている。
完全に統合されたドライブトレインには、8つのプロペラと8つのSiemensSP200Dダイレクトドライブ電気モーター100 kW(130 hp)を装備。固定ピッチプロペラは回転数によって制御される。4つのバッテリーは合計110 kWh(400MJ)で、合計出力は140kW(190hp)の4倍の出力を出すことが可能。固定ルートで120 km/h(65 kn)で巡航し、15分間の耐久性を備える設計である。型式認証と商用導入は2023年に予定されていた。
2021年9月21日、機体の設計をマルチコプター型から固定翼型に変更した ｢CityAirbus NextGen｣ を発表した。新機体はマルチコプター型とエアバス A³ ヴァーハナの優れた部分を取り入れている。

## 主な仕様
- パイロット：なし (自動操縦)
- 乗客：4名[7]
- ペイロード:250 kg
- 長さ:8.0 m
- 翼幅:8.0 m
- 最大離陸重量:2,200 kg
- 巡航速度:120 km/h[7]
- 航続距離:80km[7]
- 航続時間:15分[7]
- 騒音:飛行時/65dB未満、離着陸時/70dB未満[7]